# I Don't Want Your Love
«I Don't Want Your Love» —en español: «No Quiero tu Amor»— es el vigécimoprimer sencillo de la banda británica de new wave Duran Duran, lanzado por EMI en septiembre de 1988. "I Don't Want Your Love" fue el primer sencillo publicado del álbum Big Thing. Fue un gran éxito mundial, alcanzando el #14 en el Reino Unido, posicionándose en el puesto #4 del Billboard Hot 100 de los Estados Unidos, y además fue #1 en Italia.

## Video musical
El video de "I Don't Want Your Love" fue filmado por el director Steve Lowe y producido por los hermanos de Molotov, y se estrenó el 26 de septiembre de 1988.
El video muestra a la banda en una sala ruidosa llena de espectadores y periodistas sensacionalistas, "testificar" cantando la canción en micrófonos de testigos de la corte. El puente fundamental en la canción se acompaña de imágenes de un hombre joven y una mujer bailando o peleando.

## Formatos y canciones
– Sencillo en 7": EMI
1. «I Don't Want Your Love» (7" mix) – 3:48
2. «I Don't Want Your Love» (LP versión) – 4:05

 – Sencillo en 12": EMI
1. «I Don't Want Your Love» (Big mix) – 7:33
2. «I Don't Want Your Love» (7" mix) – 3:48
3. «I Don't Want Your Love» (LP versión) – 4:05

## Posicionamiento en listas

### Listas semanales
| País                                  | Mejor posición |
| ------------------------------------- | -------------- |
| Alemania                              | 31             |
| Australia                             | 23             |
| Bélgica                               | 15             |
| Canadá                                | 8              |
| Estados Unidos (Billboard Hot 100)    | 4              |
| Estados Unidos (Hot Dance Club Songs) | 1              |
| Estados Unidos (Modern Rock Tracks)   | 13             |
| Francia                               | 10             |
| Irlanda                               | 8              |
| Italia                                | 1              |
| Nueva Zelanda                         | 12             |
| Países Bajos                          | 16             |
| Reino Unido                           | 14             |
| Suiza                                 | 15             |

## Otras apariciones
Álbumes:
- Big Thing (1988)
- Decade (1989)
- Greatest (1998)